# David Ostwald
David Ostwald (* 1955 oder 1956) ist ein US-amerikanischer Rechtsanwalt, der vor allem als Musiker (Tuba, Basssaxophon) des traditionellen und Mainstream Jazz bekannt wurde.

## Leben und Wirken

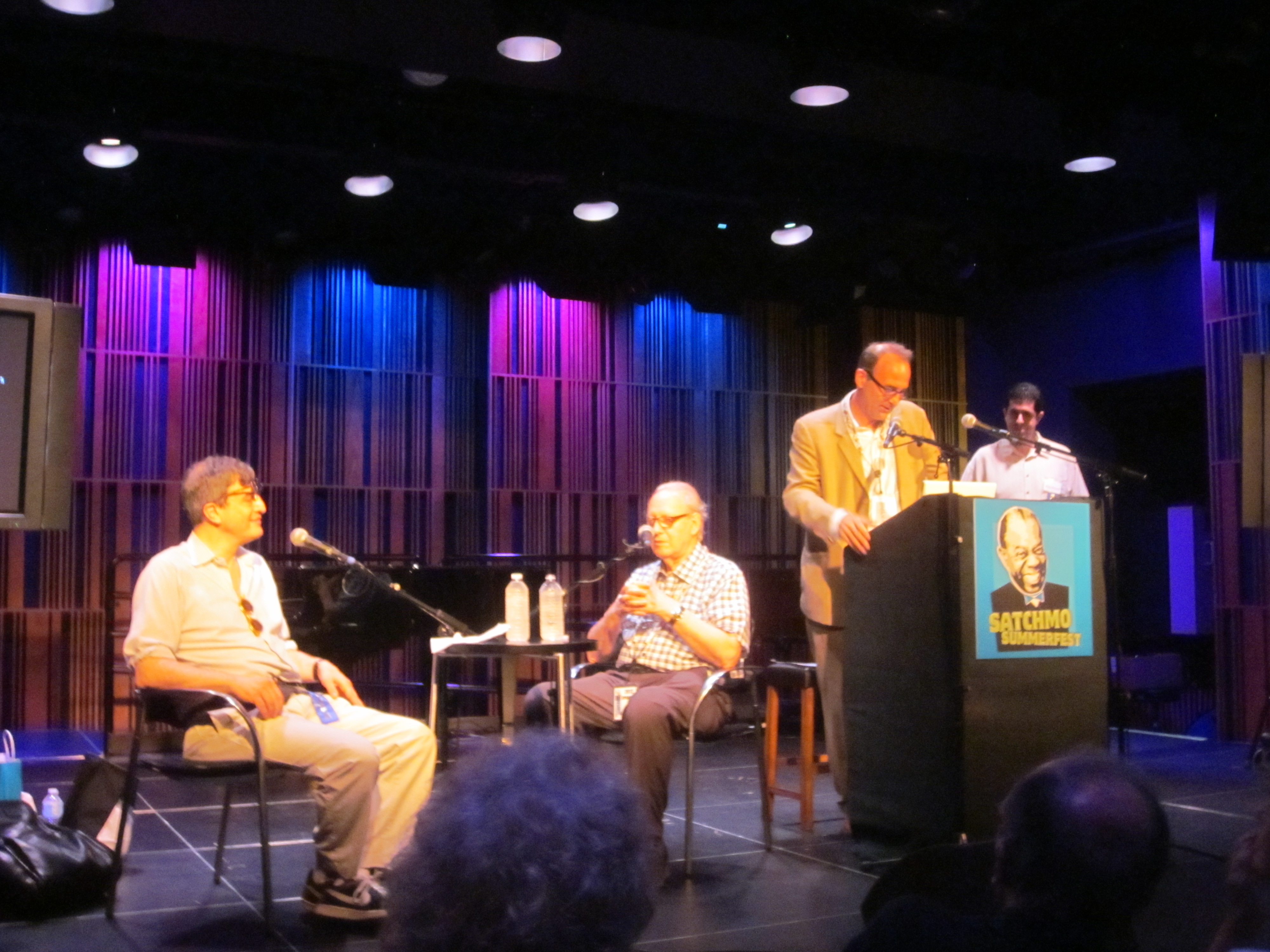
David Ostwald (links) interviewt den Jazzhistoriker Dan Morgenstern bei einem Seminar im Rahmen des Satchmo Summerfest 2012 in New Orleans. Am Rednerpult der Autor Jon P. Pult.

Ostwald wuchs in Swarthmore, Pennsylvania, auf. Im Alter von sieben Jahren begann er Klavier zu lernen, ab elf Jahren Tuba. Bis zu seinem Junior-Jahr auf der Highschool beschäftigte er sich mit klassischer Musik, um sich dann dem Jazz zuzuwenden. Er studierte an der University of Chicago Philosophie und gründete 1976 seine erste Jazzband. Dann zog er nach New York, wo er ab 1979 an der New York Law School Jura studierte. Im Hauptberuf Rechtsanwalt und in der Kanzlei Schechter & Brucker tätig, leitete er seit 1980 die Gully Low Jazz Band; die Band spielte klassischen Jazz der 1920er- und 1930er-Jahre und trat im New Yorker Jazzclub Red Blazer, Too an der Third Avenue auf. Der Titel der Band leitet sich vom „Gully Low Blues“ ab, den Louis Armstrong (Okeh 8474) am 14. Mai 1927 mit seiner Hot Seven einspielte.
Auf dem Album Gully Low Jazz Band in Dreamland spielte Ostwald u. a. mit Randy Reinhart und Randy Sandke. Das zweite Album der Band mit dem Bluessänger Big Joe Turner wurde 1986 für einen Grammy Award nominiert. 1999 erschien das vierte Album der Formation, Blues in Our Heart, bei Nagel-Heyer Records. Mit seiner Band trat er außerdem regelmäßig im New Yorker Birdland als Louis Armstrong Eternity Band auf. Daneben spielte er mit Musikern wie Wynton Marsalis, Dick Hyman, Nicholas Payton, Clark Terry, Benny Waters, Woody Allen, Jon Hendricks, Leon Redbone, The Rent Party Revellers (Shake That Thing), aber auch der Oxford University Orchestral Society unter Jack Westrup. Im Bereich des Jazz war er laut Tom Lord zwischen 1982 und 2001 an zwölf Aufnahmesessions beteiligt. Daneben betätigt sich Ostwald als Jazzautor und gilt als Armstrong-Historiker.

## Diskographische Hinweise
- Gully Low Jazz Band: Down to Earth (GHB, 1985), mit Dan Barrett, Joel Helleny, Clarence Hutchenrider, Frank Vignola, Fred Stoll
- David Ostwald's Gully Low Jazz Band: Blues in Our Heart (Nagel-Heyer, 1999), mit Randy Sandke, Wycliffe Gordon, Ken Peplowski, Mark Shane, Howard Alden, Herlin Riley
- Randy Sandke and the New York Allstars: The Re-Discovered Louis and Bix (Nagel-Heyer, 2000)
- David Ostwald's Gully Low Jazz Band: Armstrong Centennial Concert (Nairn, 2001), mit Randy Sandke, John Allred, Dan Levinson, Mark Shane, Joe Ascione